# Presjek dva pravca
Za dva pravca koja imaju jednu zajedničku točku kažemo da se sijeku. Zajednička točka ta dva pravca naziva se sjecište ili presječna točka.
a ∩ b={C}